# Pouzols
Pouzols (en occitano Posòls) es una población y comuna francesa, situada en la región de Occitania, departamento de Hérault, en el distrito de Lodève y cantón de Gignac.

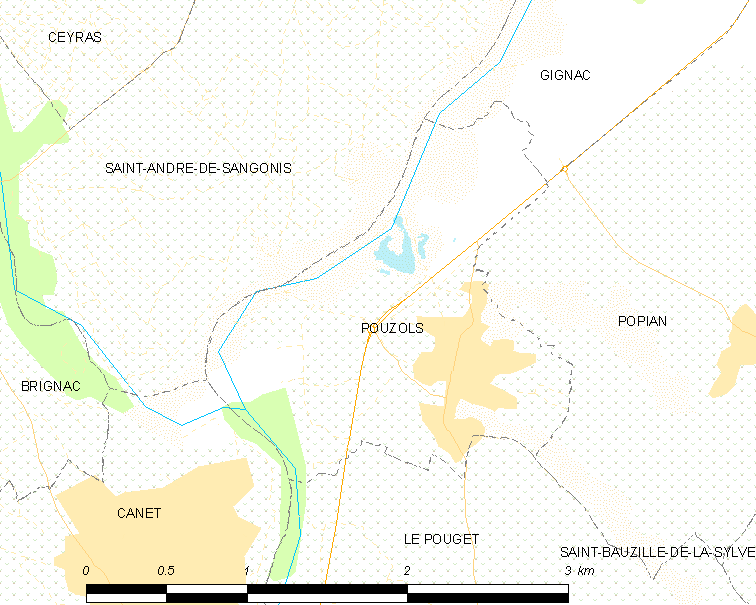
Mapa

## Demografía
| 441 | 413 | 335 | 368 | 436 | 629 | 906 |
| Para los censos de 1962 a 1999 la población legal corresponde a la población sin duplicidades (Fuente: INSEE [Consultar]) |     |     |     |     |     |     |